# Тау (Янаульский район)
Тау (баш. Тау) — деревня в Янаульском районе Башкортостана. Входит в Месягутовский сельсовет.

## География
Находится на реке Гарейка. Расстояние до:
- районного центра (Янаул): 39 км,
- центра сельсовета (Месягутово): 3 км,
- ближайшей ж/д станции (Янаул): 39 км.

## История
Деревня основана башкирами Урман-Гарейской волости Казанской дороги на собственных землях, известна с 1759 года под названием Тавово. В 1795 году здесь насчитывалось 52 башкира-вотчинника в 13 дворах, VII ревизия 1816 года показала 84 человека в 16 дворах. В 1834 году в 20 дворах проживало 108 жителей.
В 1842 году имелось у жителей 57 лошадей, 65 коров, 81 овца и 73 козы, а также 100 ульев и 105 бортей. Сеяли в среднем по 240 пудов озимого и ярового хлеба, была мельница. В 1859 году в 39 дворах проживало 200 человек.
В 1870 году — деревня Тавова 2-го стана Бирского уезда Уфимской губернии, 42 двора и 225 жителей (106 мужчин и 119 женщин), имелись мечеть и водяная мельница. Жители занимались сельским хозяйством, пчеловодством, извозом.
В 1896 году в деревне Кызылъяровской волости VII стана Бирского уезда — 75 дворов, 391 житель (181 мужчина, 210 женщин), мечеть, хлебозапасный магазин, мельница, складочный амбар и сушилка.
В 1906 году — 441 житель, мечеть, водяная мельница и 2 бакалейные лавки.
В 1920 году по официальным данным в деревне той же волости 101 двор и 486 жителей (232 мужчины, 254 женщины), по данным подворного подсчета — 512 башкир и 9 тептярей в 101 хозяйстве. В 1926 году деревня относилась к Кызылъяровской волости Бирского кантона Башкирской АССР.
В период коллективизации образован колхоз «Октябрь».
В 1939 году население деревни составляло 394 человека, в 1959 году — 365 жителей.
С 1970-х годов — современное название.
В 1982 году население — около 290 человек.
В 1989 году — 255 человек (118 мужчин, 137 женщин).
В 2002 году — 231 человек (113 мужчин, 118 женщин), башкиры (96 %).
В 2010 году — 194 человека (105 мужчин, 89 женщин).
В деревне есть фельдшерско-акушерский пункт, клуб.

## Население
| 2002 | 2009 | 2010 |
| ---- | ---- | ---- |
| 231  | ↘227 | ↘194 |